# Laurent Irazusta
Laurent Irazusta es un deportista francés que compitió en remo. Ganó dos medallas en el Campeonato Mundial de Remo, en los años 190 y 1991.

## Palmarés internacional
| Campeonato Mundial | Campeonato Mundial   | Campeonato Mundial | Campeonato Mundial        |
| Año                | Lugar                | Medalla            | Prueba                    |
| ------------------ | -------------------- | ------------------ | ------------------------- |
| 1990               | Tasmania (Australia) | Medalla de plata   | Cuatro sin timonel ligero |
| 1991               | Viena (Austria)      | Medalla de plata   | Ocho con timonel ligero   |